# Кучеров Пантелеймон Степанович
Пантелеймо́н Степа́нович Ку́черов  (* 9 серпня 1902, станиця Казанська, Верхньодонський район Ростовської області — † 25 червня 1973, Київ) — український вчений радянських часів — знавець гірничої механіки, 1939 — член-кореспондент АН УРСР, дослідник історії гірничої справи; відзначений державними нагородами. 1941 року нагороджений орденом Трудового Червоного Прапора, також медалями.

## Життєпис
Походить з робітничої родини, з тринадцяти років працював робітником — на шахтах Донбасу. 1928 року закінчив Донецький гірничий інститут, згодом викладав у ньому — 1933—1935.
Працював механіком на шахтах, у 1929—1933 роках навчався в аспірантурі Донецького гірничого інституту.
Завідував кафедрою гірничих машин в гірничному інституті в 1935—1944 роках. Одночасно керував відділом виробничо-технічної пропаганди Донецького окружного комітету КП(б)У.
Працював відповідальним секретарем обласного бюро Секції наукових робітників — 1931—1934, був головою президії Сталінського окружного комітету професійної спілки Партійної вищої школи — 1935—1938.
1937 року — кандидат технічних наук без захисту — за сукупністю його наукових робіт. В 1939—1940, та 1945—1958 роках — директор Інституту гірничої справи АН УРСР. В 1944—1945 роках у цьому ж інституті завідує відділом машин та механізмів, заступник директора.
З 1958 по 1966 рік працює в Інституті історії АН УРСР — старший науковий співробітник відділу історії сектору історії техніки та природознавства.
Керував роботами по створенню вуглевидобувних комбайнів.
Його праці стосуються:
- теорії різання вугілля,
- розрахунку електромеханічних та електропневматичних відбійних молотків,
- питань дії вугільних стругів,
- автоматизація врубових машин та вугільних комбайнів.

Узагальнивши проведені дослідження, запропонував шлях технічного вирішення проблем збільшення корисності праці машиністів врубових машин.
Розрахував найбільш вигідний режим роботи врубової машини.
Був головою групи, котра провадила роботи по створенню вугільних комбайнів.
Провадив дослідження з історії гірничої справи в Україні, загалом написав понад 60 праць.
Деякі з них:
- 1946 — «Буре вугілля УРСР, його видобуток та переробка», співавтор та відповідальний редактор,
- 1950 — «Прогрес радянської техніки вуглевидобутку», «Вісник Академії наук Української РСР», 1957 — «Розвиток гірничої науки в Україні за 40 років Радянської влади»,
- 1969 — «Історія технічного розвитку вугільної промисловості Донбасу», 2 томи, співавтор та відповідальний редактор.